# Ornithospila lineata
Ornithospila lineata là một loài bướm đêm trong họ Geometridae.